# Lossidacola pachytarsus
Lossidacola pachytarsus is een hooiwagen uit de familie Assamiidae.